# Eleanor Laing

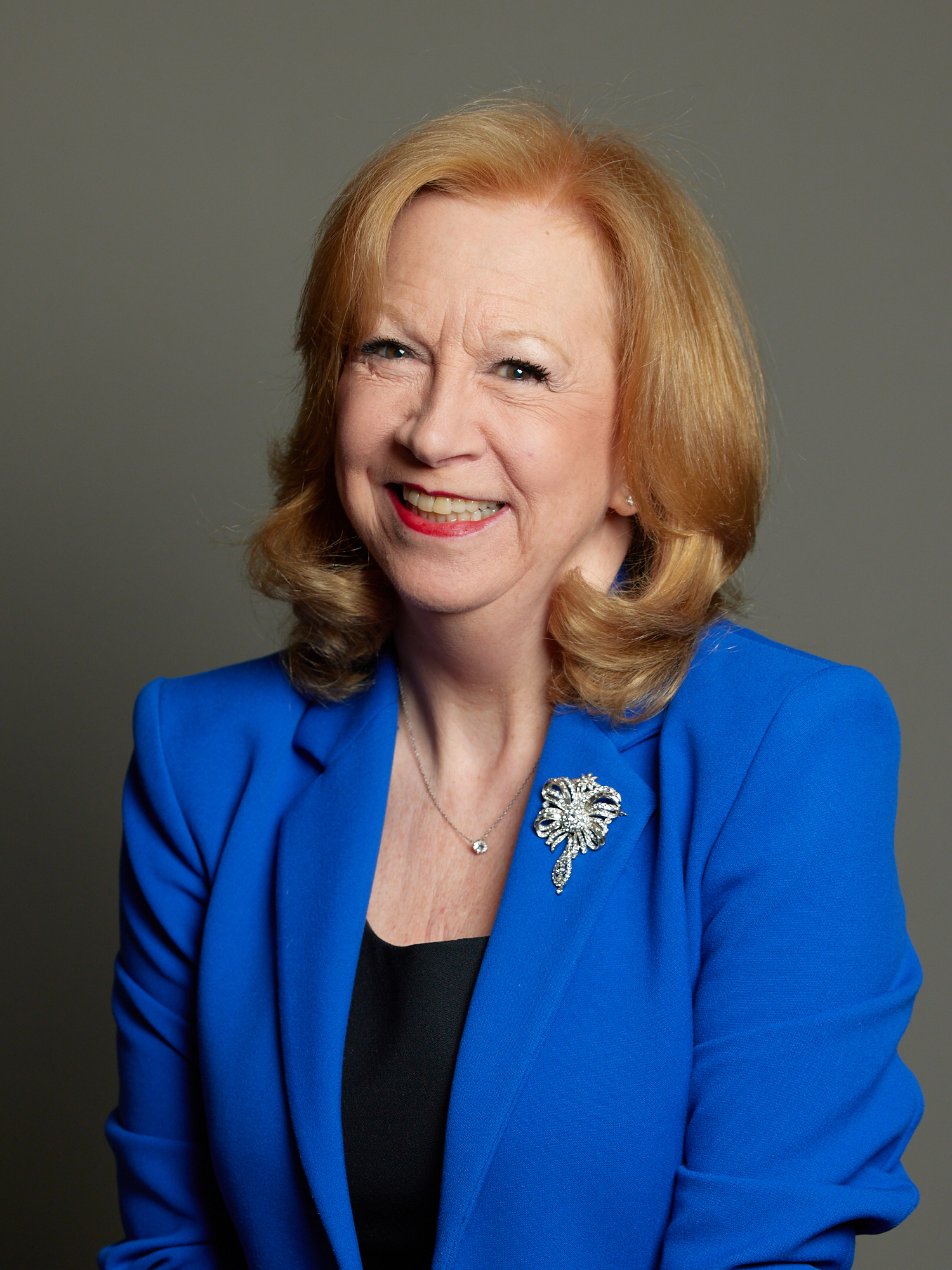
Dame Eleanor Laing (2022)

Eleanor Fulton Laing, Baroness Laing of Elderslie, DBE, PC (geborene Pritchard, * 1. Februar 1958 in Paisley, Renfrewshire) ist eine britische Politikerin der Conservative Party. 

## Biographie
Laing wurde als Eleanor Fulton Pritchard in Paisley geboren und wuchs im schottischen Elderslie auf, wo ihr Vater als Kommunalpolitiker tätig war.
Sie studierte Rechtswissenschaft an der University of Edinburgh, wo sie die erste Frau war, die zur Präsidentin der Studenten-Union gewählt wurde. Danach arbeitete Laing als Anwältin in Edinburgh. Darüber hinaus war sie die Vorsitzende der Society of Conservative Lawyers.
Eleanor Laing wurde erstmals 1997 als Abgeordnete für Epping Forest in Essex ins House of Commons gewählt. Sie hatte bereits bei der Britischen Unterhauswahl 1987 erfolglos für ihre Partei im Wahlkreis Paisley North kandidiert. Im Schattenkabinett von Michael Howard war Laing von 2004 bis 2005 als Schattenministerin für Frauen und Gleichberechtigung zuständig. Von März bis Dezember 2005 war sie Schattenministerin für Schottland. Im Oktober 2013 wurde Laing zu einem der Deputy Speaker des House of Commons gewählt. Sie trat damit die Nachfolge von Nigel Evans an.
Sie amtierte von 2013 bis 2024 als Deputy Speaker und damit als einer der Stellvertreter von Speaker John Bercow. Sie bewarb sich erfolglos um dessen Nachfolge in der Wahl zum Speaker des House of Commons 2019.
Laing hat einen Sohn, der kurz nach der Britischen Unterhauswahl 2001 geboren wurde. Sie ist Anhängerin des Fußballvereins Glasgow Rangers. Ihre politischen Interessen werden mit Bildung, Verkehrspolitik, Wirtschaftspolitik, Verfassung und Devolution angegeben. Laing interessiert sich geographisch für Australien, Gibraltar, Neuseeland, Uganda und die Vereinigten Staaten.
2018 wurde sie als Dame Commander des Order of the British Empire geadelt. Zur britischen Unterhauswahl 2024 trat sie nicht mehr an und schied aus dem House of Commons aus. Am 22. August 2024 wurde sie als Baroness Laing of Elderslie, of Epping Forest in the County of Essex, zur Life Peeress erhoben und ist dadurch seither Mitglied des House of Lords.